# 大阪教育大学附属特別支援学校
大阪教育大学附属特別支援学校（おおさかきょういくだいがくふぞくとくべつしえんがっこう）は、大阪府大阪市平野区喜連四丁目にある国立特別支援学校。

## 概要
大阪教育大学の附属学校として、教育の理論と実践に関する大学との共同研究をおこなう。学生の教育実習や介護等の体験も実施するとともに、大阪の地において障がいのある児童・生徒の教育実践と研究の推進に努める。
小・中・高あわせて60名あまりの中で、一人ひとりの人間的自立を、健康で創造力のある、豊かな人間性を養うことを目指している。特別支援教育におけるデジタル教材の活用、2013年度文部科学省委託事業「インクルーシブ教育システム構築モデル事業モデル地域（交流及び共同学習）」などの実践研究が行われている。
近隣に所在する五校園（附属幼稚園、附属平野小学校、附属平野中学校、附属高等学校平野校舎、附属特別支援学校）と連携した教育研究活動がおこなわれている。
入学の条件は通学時間が小学部は40分以内、中学部は50分以内、高等部は60分以内の地域に在住していること、かつ知的障害を有し、出願時において療育手帳を取得している児童・生徒。通学は自力通学もしくは保護者による送迎を原則とし、寄宿舎や通学用スクールバスはない。

## 沿革
創立前史として、1905年に大阪府師範学校附属小学校（現在の大阪教育大学附属天王寺小学校）に教諭兼訓導として赴任した鈴木治太郎の研究・実践活動が挙げられる。鈴木は翌1906年、同校内に「教育治療室」を設置し、当時「低能児」「劣等児」「学業不振児」と呼ばれた学習障害児童の実態を知るための調査を実施した。これが後に日本初、戦前唯一の知的障害児を収容する学校・大阪市立思斉学校（現在の大阪府立思斉支援学校）の設立や、鈴木ビネー知能検査などにつながった。
現在の特別支援学校に直接つながるのは、大阪学芸大学附属平野小学校および平野中学校に設置された特殊学級（当時の名称）にあたる。
1961年に大阪学芸大学附属平野小学校に特殊学級が設置され、2年後の1963年には大阪学芸大学附属平野中学校にも特殊学級が設置された。
1966年に附属小学校・附属中学校の両特殊学級を統合する形で、大阪学芸大学附属養護学校として現在地に開校した。小学部・中学部・高等部が設置されている。

### 年表
- 1966年 - 大阪学芸大学附属養護学校を設立。
- 1967年 - 大学の名称変更により、大阪教育大学教育学部附属養護学校に校名変更。
- 2004年 - 国立大学法人化により、大阪教育大学附属養護学校に校名変更。
- 2007年 - 学校教育法改正で特別支援教育が導入されることに伴い、大阪教育大学附属特別支援学校に校名変更。

## 受賞
- 「第20回全附P連絵画コンクール2024」の特別支援学校部門で、高等部3年生の生徒の作品が会長賞を受賞[1]。

## 交通
- Osaka Metro谷町線 喜連瓜破駅、大阪シティバス 「地下鉄喜連瓜破」バス停 東へ約150m